# Phytodietus bellus
Phytodietus bellus là một loài tò vò trong họ Ichneumonidae.